# Malavita (film 1951)
Malavita è un film italiano del 1951 diretto da Rate Furlan.

## Trama
Napoli. Renato è un giovane napoletano di buona famiglia, entra a contatto col giro della malavita a causa di Lidia, l'amante di un capo di banditi. Entrato nella banda, suo malgrado è costretto a depredare una nave straniera giunta nel porto di Napoli con un ricco carico, proprio al porto è di servizio Mario, fratello di Renato e sergente della finanza, Lidia viene usata dalla banda come esca per distrarre Mario, la sera del colpo mentre i banditi si preparano a saccheggiare la nave, Renato ignaro sorprende Mario e Lidia insieme in atteggiamenti intimi, i due fratelli entrano in colluttazione, Renato spara sul fratello senza colpirlo, ma spara anche Lidia colpendo Mario mortalmente.
Lidia accusa Renato d'aver ucciso il fratello per gelosia. Renato sentendosi comunque responsabile della morte del fratello, si costituisce e verrà condannato all'ergastolo. Dopo un po' di tempo Lidia, il suo amante  e il resto della banda vengono coinvolti in una sparatoria con le forze di polizia, in punto di morte presa dal rimorso, Lidia confessa di essere lei la responsabile dell'assassinio del sergente, scagionando definitivamente Renato.

## Produzione
Il film è una fusione tra due filoni molto popolari in quel periodo tra il pubblico italiano: il melodramma sentimentale strappalacrime (in seguito rinominato dalla critica neorealismo d'appendice) ed il poliziesco.
Rate Furlan oltre a regia, soggetto e sceneggiatura curò pure la colonna sonora del film.

### Luoghi delle riprese
Il film è stato girato interamente a Napoli; tra i luoghi delle riprese vi sono: Corso Vittorio Emanuele, la scalinata di Montesanto, Piazza Giovanni Bovio con ancora presente la fontana del Nettuno (oggi spostata in Piazza del Municipio, la piazzetta Demetrio Salazar e il Palazzo della Cavallerizza a Chiaia.

## Censura
La commissione di revisione cinematografica decise di far rimuovere il frammento in cui si vede il capo della banda dei ladri (Harry Feist) nel momento che si suicida, sparandosi un colpo di rivoltella alle tempie e negare la programmazione obbligatoria e il contributo governativo del 10%. La commissione d'appello per la cinematografia presieduta dal sottosegretario Giulio Andreotti confermò il giudizio del Comitato tecnico.